# Werner Braunbek

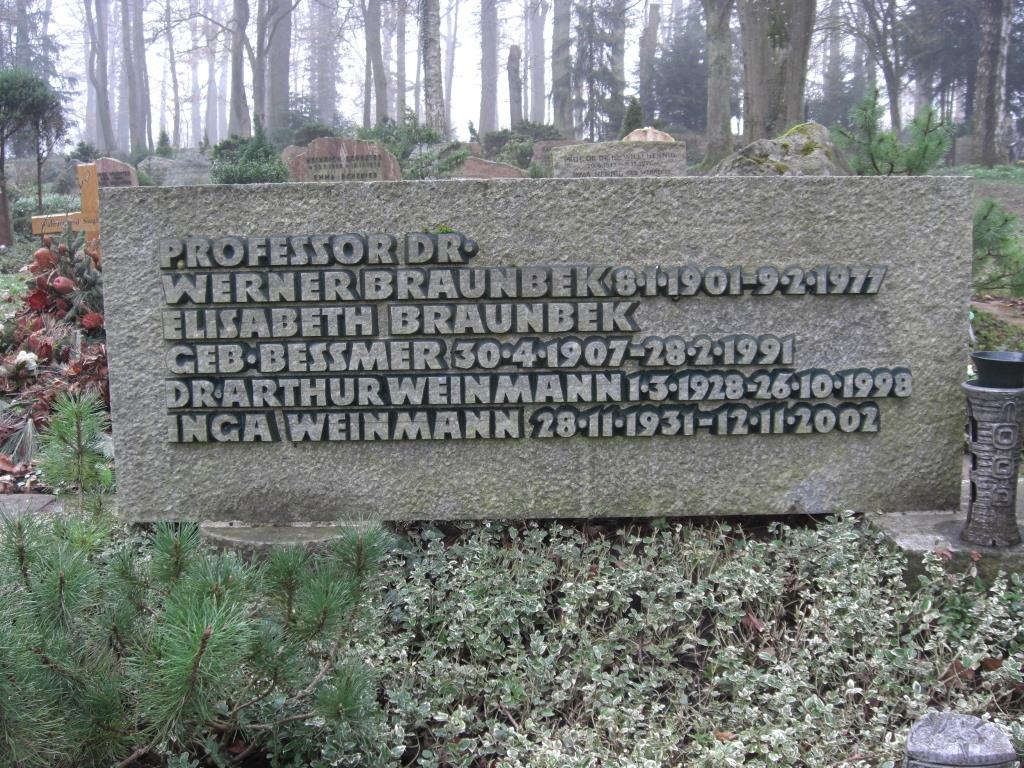
Grab von Werner Braunbek auf dem Bergfriedhof in Tübingen

Werner Braunbek (* 8. Januar 1901 in Bautzen; † 9. Februar 1977 in Tübingen) war ein deutscher Physiker.

## Werdegang
Der Sohn des Oberregierungsbaurats Otto August Braunbek (1869–1929) besuchte ein Realgymnasium und die Technische Hochschule in Stuttgart, die Universität München und die Universität Berlin. 1925 promovierte er zum Dr. Ing. und im folgenden Jahr habilitierte er sich an der TH Stuttgart mit der Arbeit Die Funkenverzögerung in ihrer Abhängigkeit von Spannung und Ionisation als Privatdozent für theoretische Physik.
1932 wurde er apl. Professor an der TH Stuttgart. 1936 wurde er, als Nachfolger von Alfred Landé, als a.o. Professor an die Universität Tübingen berufen, an der er ab 1959 als Ordinarius für theoretische Physik las. 1961/62 war er Dekan der Mathematischen-Naturwissenschaftlichen Fakultät der Tübinger Universität.
1934 entwickelte er die Braunbek-Spule, bestehend aus vier Kreisspulen, eine Weiterentwicklung der Helmholtz-Spule zum Erzeugen homogener magnetischer Felder. 1939 hatte er (entgegen dem Earnshaw-Theorem) gezeigt, dass es Magnetfelder gibt, in denen kleine diamagnetische Körper in stabiler Lage schweben können. Er hat Beugungserscheinungen von Wellen untersucht und dafür leistungsfähige neue Verfahren, namentlich bei kurzen Wellenlängen, entwickelt. Braunbek ist auch als Verfasser populärwissenschaftlicher Physikbücher hervorgetreten.

## Veröffentlichungen
- Der Radio-Empfänger: eine gemeinverständliche Darstellung. 1929
- Die Bedeutung des Piccardschen Höhenfluges. 1931
- Über die elektrische Leitfähigkeit komprimierter Metalldämpfe. 1935
- Die Erzeugung weitgehend homogener Magnetfelder durch Kreisströme.[3] 1934
- Grundbegriffe der Kernphysik. 1958
- Physik für Alle, Stuttgart (Kosmos, Frank’sche Verlagshandlung) 1950
- Wenn selbst Atome einfrieren: Physik der tiefsten Temperaturen., Stuttgart (Kosmos) 1970
- Atomenergie in Gegenwart und Zukunft. 1953
- Kernphysikalische Messmethoden. 1960
- Aufbruch ins Grenzenlose: vom Werden unserer physikalischen Erkenntnis. 1961
- Gefährliche Strahlen: vom Atom und von radioaktiver Strahlung. 1957
- Einführung in die Physik und Technik der Halbleiter. 1970
- Strahlen, Wellen, Quanten: Festvortrag, gehalten bei der feierlichen Immatrikulation an der Universität Tübingen am 24. Nov. 1966. 1967
- Vom Lichtstrahl zum Neutrino: eine moderne Strahlenphysik für alle. 1968
- Korpuskularstrahlen in Forschung und Praxis
- Methoden und Ergebnisse der Atomkernforschung. 1948
- Die unheimliche Wachstumsformel, 1973, ISBN 978-3-471-66539-8.
- Forscher erschüttern die Welt : Das Drama des Atomkerns. 1956 (The Drama of the Atom)
- mit Karl Röttel: Forscher an den Wurzeln des Seins. 1981
- Neue Physik – die Revolutionierung des physikalischen Weltbildes. 1975, ISBN 3-499-16898-7.
- Die Physik in der Welt von morgen. 1975, ISBN 3-430-11517-5.